# Guerino Vanoli Basket 2019-2020
Questa voce raccoglie le informazioni riguardanti la Guerino Vanoli Basket nelle competizioni ufficiali della stagione 2019-2020.

## Stagione
La stagione 2019-2020 della Guerino Vanoli Basket sponsorizzata Vanoli, è l'11ª nel massimo campionato italiano di pallacanestro, la Serie A.
Per la composizione del roster si decise di cambiare formula, passando a quella con 6 giocatori stranieri senza vincoli.

## Roster
Aggiornato al 11 febbraio 2020.
| Vanoli Cremona 2019-20 | Vanoli Cremona 2019-20 |
| Giocatori              | Staff tecnico          |
| ---------------------- | ---------------------- |

| N. | Naz.                                       | Ruolo | Nome                | Anno | Alt.   | Peso   |  |
| -- | ------------------------------------------ | ----- | ------------------- | ---- | ------ | ------ |  |
| 1  | Stati Uniti (bandiera)                     | AP    | Wesley Saunders     | 1993 | 196 cm | 99 kg  |  |
| 2  | Stati Uniti (bandiera)                     | G     | Jordan Mathews      | 1994 | 193 cm | 92 kg  |  |
| 3  | Italia (bandiera)                          | AP    | Giacomo Zanotti     | 2003 |        |        |  |
| 5  | Italia (bandiera)                          | P     | Giacomo Sanguinetti | 1990 | 181 cm | 84 kg  |  |
| 6  | Italia (bandiera)                          | AG    | Giulio Gazzotti     | 1991 | 202 cm | 104 kg |  |
| 7  | Stati Uniti (bandiera) · Italia (bandiera) | P     | Travis Diener (C)   | 1982 | 185 cm | 79 kg  |  |
| 10 | Italia (bandiera)                          | P     | Michele Ruzzier     | 1993 | 185 cm | 82 kg  |  |
| 13 | Croazia (bandiera)                         | C     | Josip Sobin         | 1989 | 206 cm | 105 kg |  |
| 15 | Stati Uniti (bandiera)                     | G     | Malachi Richardson  | 1996 | 198 cm | 93 kg  |  |
| 21 | Italia (bandiera)                          | A     | Niccolò De Vico     | 1994 | 200 cm | 93 kg  |  |
| 22 | Stati Uniti (bandiera)                     | AG    | Matt Tiby           | 1992 | 203 cm | 104 kg |  |
| 22 | Stati Uniti (bandiera)                     | AC    | Ethan Happ          | 1996 | 208 cm | 110 kg |  |
| 23 | Serbia (bandiera)                          | GA    | Vojislav Stojanović | 1997 | 199 cm | 98 kg  |  |
| 25 | Stati Uniti (bandiera)                     | AC    | Darrell Williams    | 1989 | 203 cm | 111 kg |  |
| 31 | Finlandia (bandiera)                       | G     | Topias Palmi        | 1994 | 194 cm | 91 kg  |  |
| 45 | Italia (bandiera)                          | A     | Nicola Akele        | 1995 | 203 cm | 98 kg  |  |
|    | Italia (bandiera)                          | P     | Alessandro Ariazzi  | 2001 | 189 cm | 75 kg  |  |
|    | Italia (bandiera)                          | P     | Alessandro Feraboli | 2001 | 190 cm |        |  |
| -  | Italia (bandiera)                          |       | Filippo Marchetti   | 2003 |        |        |  |
| -  | Italia (bandiera)                          | G     | Giovanni Ragagnin   | 2001 |        |        |  |

| Allenatore                                                                                     |
| - Romeo Sacchetti                                                                              |
| Assistente/i                                                                                   |
| - Simone Bianchi - Flavio Fioretti Legenda - (C) Capitano - (IN) Inattivo - Infortunato Roster |

## Mercato

### Sessione estiva
| Acquisti | Acquisti         | Acquisti           | Acquisti   | Acquisti |
| R.a      | Nome             | da                 | Modalità   |          |
| -------- | ---------------- | ------------------ | ---------- | -------- |
| G        | Topias Palmi     | Joensuun Kataja    | definitivo |          |
| A        | Nicola Akele     | Pall. Roseto       | definitivo |          |
| A        | Niccolò De Vico  | Pall. Reggiana     | definitivo |          |
| AC       | Darrell Williams | Atl. de San Germán | definitivo |          |
| G        | Jordan Mathews   | FOG Næstved        | definitivo |          |
| AG       | Matt Tiby        | T. Büyükçekmece    | definitivo |          |
| C        | Josip Sobin      | Włocławek          | definitivo |          |

| Cessioni | Cessioni         | Cessioni          | Cessioni       | Cessioni |
| R.       | Nome             | a                 | Modalità       |          |
| -------- | ---------------- | ----------------- | -------------- | -------- |
| AG       | Giampaolo Ricci  | Virtus Bologna    | fine contratto |          |
| C        | Mangok Mathiang  | Bahçeşehir Koleji | fine contratto |          |
| GA       | Drew Crawford    | Gaziantep BŞB     | fine contratto |          |
| AG       | Peyton Aldridge  | Afyon Belediye    | fine contratto |          |
| AP       | Dario Boccasavia | JuVi Cremona      | fine contratto |          |
| G        | Lazar Trunić     | Sansebasket       | prestito       |          |

### Dopo l'inizio della stagione
| Acquisti | Acquisti           | Acquisti     | Acquisti         | Acquisti   |
| R.       | Nome               | da           | Data             | Modalità   |
| -------- | ------------------ | ------------ | ---------------- | ---------- |
| AC       | Ethan Happ         | Olympiakos   | 7 novembre 2019  | prestito   |
| G        | Malachi Richardson | Hapoel Holon | 16 dicembre 2019 | definitivo |

| Cessioni | Cessioni           | Cessioni            | Cessioni          | Cessioni    |
| R.       | Nome               | a                   | Data              | Modalità    |
| -------- | ------------------ | ------------------- | ----------------- | ----------- |
| AC       | Darrell Williams   | İTÜ Basket          | 24 settembre 2019 | risoluzione |
| AG       | Matt Tiby          | Gießen 46ers        | 7 novembre 2019   | risoluzione |
| AG       | Giulio Gazzotti    | Amici Pall. Udinese | 4 dicembre 2019   | risoluzione |
| G        | Malachi Richardson | Free agent          | 11 febbraio 2020  | risoluzione |